# Gyrinus fraternus
Gyrinus fraternus är en skalbaggsart som beskrevs av Couper. Gyrinus fraternus ingår i släktet Gyrinus och familjen virvelbaggar. Inga underarter finns listade i Catalogue of Life.